# Stefanoffia daucoides
Stefanoffia daucoides är en flockblommig växtart som först beskrevs av Pierre Edmond Boissier, och fick sitt nu gällande namn av H.Wolff. Stefanoffia daucoides ingår i släktet Stefanoffia och familjen flockblommiga växter. Inga underarter finns listade i Catalogue of Life.